# Museo Barracco de Escultura Antigua
El Museo Barracco de Escultura Antigua (en italiano: Museo Barracco di Scultura Antica) Es un museo en Roma, Italia, con una colección de obras adquiridas por el coleccionista Giovanni Barracco, quien donó su colección a la ciudad de Roma en 1902.
Entre las obras se encuentran piezas de arte egipcio, asirio y fenicio, así como esculturas griegas de la época clásica. Las 400 obras de la colección se dividen según la civilización y se muestran en nueve salas, en la primera y segunda planta, mientras que la planta baja contiene una pequeña zona de recepción.
En el primer piso se presentan obras egipcias en las salas I y II. La Sala II incluye obras de Mesopotamia, incluyendo tablillas cuneiformes del tercer milenio a. C. y artículos de palacios neorrianos que datan de los siglos IX y VII a. C.. La tercera sala contiene dos elementos fenicios importantes junto con parte del arte etrusco, mientras que la cuarta muestra obras de Chipre.
El segundo piso exhibe arte clásico. La Sala V presenta esculturas originales y copias de época romana, así como escultura griega del siglo V a. C.. La Sala VI muestra copias de obras clásicas, junto con esculturas funerarias de Grecia. Las salas VII y VIII muestran una colección de cerámica griega e itálica, y otros artículos, a partir de la época de Alejandro Magno. La sala final muestra ejemplos de obras de monumentos públicos de la época romana, junto con especímenes de arte medieval.

## Véase también

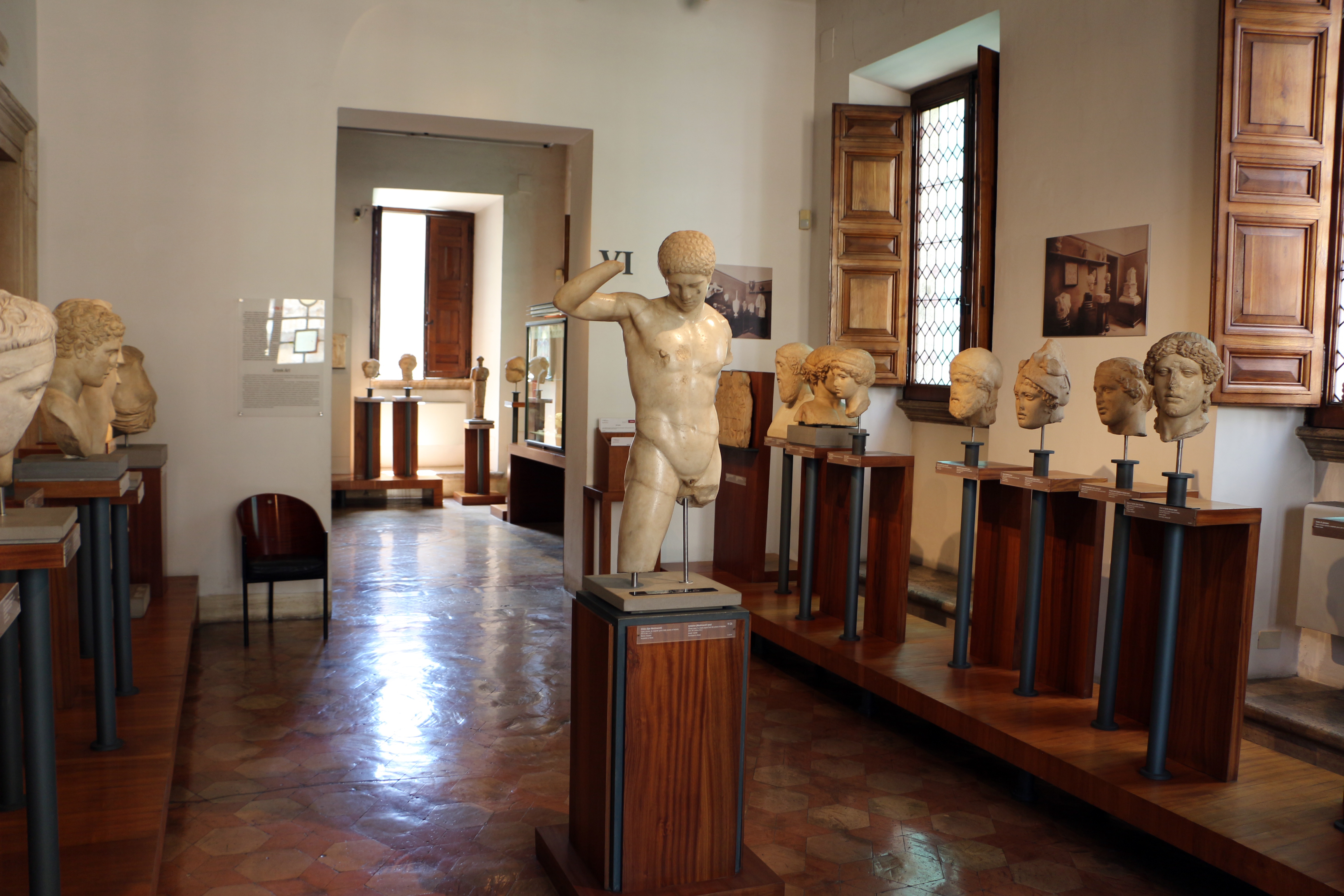
Vista de la Sala de Escultura Clásica